# Commonwealth Games 2010/Boxen
Bei den 19. Commonwealth Games 2010 im indischen Neu-Delhi wurden im Boxen zehn Wettbewerbe für Männer ausgetragen.
Austragungsort war das Talkatora Stadium.

## Ergebnisse
Die Verlierer der jeweiligen Halbfinalkämpfe erhielten automatisch je eine Bronzemedaille.

### Leichtfliegengewicht (bis 49 kg)
| Platz | Land | Sportler        |
| ----- | ---- | --------------- |
| 1     | NIR  | Paddy Barnes    |
| 2     | NAM  | Jafet Uutoni    |
| 3     | PAK  | Muhammad Waseem |
|       | IND  | Amandeep Singh  |

Finale: 13. Oktober 2010, 15:00 Uhr

### Fliegengewicht (bis 52 kg)
| Platz | Land | Sportler           |
| ----- | ---- | ------------------ |
| 1     | IND  | Suranjoy Mayengbam |
| 2     | KEN  | Benson Njangiru    |
| 3     | BOT  | Oteng Oteng        |
|       | PAK  | Haroon Iqbal       |

Finale: 13. Oktober 2010, 15:15 Uhr

### Bantamgewicht (bis 56 kg)
| Platz | Land | Sportler            |
| ----- | ---- | ------------------- |
| 1     | SRI  | Manju Wanniarachchi |
| 2     | WAL  | Sean McGoldrick     |
| 3     | BOT  | Tirafalo Seoko      |
|       | MRI  | Louis Julie         |

Finale: 13. Oktober 2010, 15:45 Uhr

### Leichtgewicht (bis 60 kg)
| Platz | Land | Sportler       |
| ----- | ---- | -------------- |
| 1     | ENG  | Thomas Stalker |
| 2     | SCO  | Josh Taylor    |
| 3     | IND  | Jai Bhagwan    |
|       | TON  | Lomalito Moala |

Finale: 13. Oktober 2010, 16:15 Uhr

### Leichtweltergewicht (bis 64 kg)
| Platz | Land | Sportler          |
| ----- | ---- | ----------------- |
| 1     | IND  | Manoj Kumar       |
| 2     | ENG  | Bradley Saunders  |
| 3     | BAH  | Valentino Knowles |
|       | MRI  | Louis Colin       |

Finale: 13. Oktober 2010, 16:45 Uhr

### Weltergewicht (bis 69 kg)
| Platz | Land | Sportler          |
| ----- | ---- | ----------------- |
| 1     | NIR  | Patrick Gallagher |
| 2     | ENG  | Callum Smith      |
| 3     | BAH  | Carl Hield        |
|       | IND  | Dilbag Singh      |

Finale: 13. Oktober 2010, 19:00 Uhr

### Mittelgewicht (bis 75 kg)
| Platz | Land | Sportler       |
| ----- | ---- | -------------- |
| 1     | NIR  | Eamon O’Kane   |
| 2     | ENG  | Anthony Ogogo  |
| 3     | IND  | Vijender Singh |
|       | WAL  | Keiran Harding |

Finale: 13. Oktober 2010, 19:15 Uhr

### Leichtschwergewicht (bis 81 kg)
| Platz | Land | Sportler        |
| ----- | ---- | --------------- |
| 1     | SCO  | Callum Johnson  |
| 2     | NIR  | Thomas McCarthy |
| 3     | KEN  | Joshua Makonjio |
|       | WAL  | Jermaine Asare  |

Finale: 13. Oktober 2010, 19:45 Uhr

### Schwergewicht (bis 91 kg)
| Platz | Land | Sportler        |
| ----- | ---- | --------------- |
| 1     | ENG  | Simon Vallily   |
| 2     | NIR  | Steven Wad      |
| 3     | GHA  | Awusone Yekeni  |
|       | SCO  | Stephen Simmons |

Finale: 13. Oktober 2010, 20:15 Uhr

### Superschwergewicht (über 91 kg)
| Platz | Land | Sportler         |
| ----- | ---- | ---------------- |
| 1     | IND  | Paramjeet Samota |
| 2     | TRI  | Tariq Abdul Haqq |
| 3     | CMR  | Blaise Yepmou    |
|       | TON  | Junior Fa        |

Finale: 13. Oktober 2010, 20:45 Uhr

## Medaillenspiegel
| Platz | Land                | Gold | Silber | Bronze | Gesamt |
| ----- | ------------------- | ---- | ------ | ------ | ------ |
| 1     | Nordirland          | 3    | 2      | -      | 5      |
| 2     | Indien              | 3    | -      | 4      | 7      |
| 3     | England             | 2    | 3      | -      | 5      |
| 4     | Schottland          | 1    | 1      | 1      | 3      |
| 5     | Sri Lanka           | 1    | -      | -      | 1      |
| 6     | Wales               | -    | 1      | 2      | 3      |
| 7     | Kenia               | -    | 1      | 1      | 2      |
| 8     | Namibia             | -    | 1      | -      | 1      |
|       | Trinidad und Tobago | -    | 1      | -      | 1      |
| 10    | Bahamas             | -    | -      | 2      | 2      |
|       | Botswana            | -    | -      | 2      | 2      |
|       | Mauritius           | -    | -      | 2      | 2      |
|       | Pakistan            | -    | -      | 2      | 2      |
|       | Tonga               | -    | -      | 2      | 2      |
| 15    | Ghana               | -    | -      | 1      | 1      |
|       | Kamerun             | -    | -      | 1      | 1      |